# Họ Liên diệp đồng
Họ Liên diệp đồng hay họ Tung, họ Liên đằng hay họ Lưỡi chó (danh pháp khoa học: Hernandiaceae) là một họ thực vật hạt kín. Họ này được nhiều nhà phân loại học công nhận.
Hệ thống APG III năm 2009 (không đổi so với Hệ thống APG II năm 2003 và Hệ thống APG năm 1998), cũng công nhận họ này và gán nó vào bộ Laurales của nhánh magnoliids. Theo định nghĩa của APG thì họ này bao gồm cả các loài mà một vài phân loại khác coi là thuộc họ Gyrocarpaceae (ở đây coi là phân họ Gyrocarpoideae). Họ này như thế bao gồm khoảng 4-5 chi, với tổng cộng từ 55 tới 76 loài.

## Phân bố
Họ này phân bố ở vùng nhiệt đới châu Mỹ, châu Phi, ở Nam và Đông Nam Á, và đông bắc Australia. Ở Việt Nam có 3 chi và 8 loài.

## Miêu tả
Họ này chứa các loài dạng cây gỗ, cây bụi và dây leo; chứa tinh dầu. Các lá đơn hay kép mọc so le; có hương thơm; hình khiên (thường thấy trong chi Hernandia) hoặc không; nếu là lá kép thì hình chân vịt. Phiến lá bị cắt hay nguyên; khi bị cắt thì thuộc dạng xẻ thùy sâu; gân lá hình chân vịt; có các gân nhỏ bắt chéo. Không lá kèm. Có tượng tầng bần; ban đầu ở bề mặt. Các mắt đơn lỗ khuyết. Mô mạch sơ cấp trong khối trụ, không có các bó rời. Không có các bó vỏ. Không có các bó ruột. Không có libe bên trong. Sự dày đặc thứ cấp phát triển từ một vòng tượng tầng thông thường. Không có libe 'không thò ra'. Chất gỗ với các sợi dạng thuôn dài có vách tế bào kiểu hốc lõm hay quản bào. Vách của phần kết thúc ống mạch đơn. Các mạch không có các hốc lõm bao bọc. Nhu mô gỗ nằm cạnh quản bào. Các thể hạt ống sàng kiểu P; kiểu I.

## Hoa và quả
Các loài có thể là lưỡng tính hay đơn tính cùng gốc. Hoa mọc thành cụm dạng xim, thông thường, vòng hay bốn vòng. Chúng gồm 1 bao hoa với tràng và đài hoa khác biệt. Tràng hoa không nhiều thịt. Các bộ phận cấu thành nên phần đực của hoa tách rời khỏi bao hoa và tách rời với nhau; 1 vòng. Bộ nhị chỉ bao gồm các nhị sinh sản hoặc có thể có nhị lép (chúng ở dạng 1–2 tuyến có mật bên ngoài các nhị, tương tự như trong họ Lauraceae). Các nhị lép bên ngoài các nhị sinh sản (3–5); đối diện với lá đài (so le với vòng bao hoa bên trong). Bao phấn nứt ra theo các mảnh vỏ dọc. Thành bao phấn thuộc kiểu ‘2 lá mầm’. Các hạt phấn không có kẽ hở; 2 tế bào. Bộ nhụy 1 lá noãn, hạ. Các lá noãn giảm về lượng so với bao hoa. Nhụy 1 tế bào. Lá noãn có vòi nhụy; đầu nhụy trên đỉnh; 1 noãn. Kiểu đính noãn đỉnh hay bên. Noãn lòng thòng; ngược; có 2 vỏ bọc; có vài lớp tế bào nằm ngoài túi phôi.
Quả không nhiều cùi thịt, lá noãn tạo quả không nứt, có cánh hoặc được bao quanh trong một màng bao phồng có nguồn gốc từ các lá bắc con hợp sinh, với chỉ 1 hạt không nội nhũ, 2 lá mầm (nhiều cùi thịt, có dầu, nhẵn hay nhăn). Phôi thẳng.

## Hóa thực vật

Hernandin, ancaloit lớp aporphin có trong Hernandia

Không chứa glicozit. Có các ancaloit (Efatin, (+)-O,O-dimethyl corytuberin, hernandalin, hernandin, hernanymphin và hervelin A). Không phát hiện thấy iridoit. Phát hiện có các arthroquinon (chi Illigera); các dẫn xuất polyaxetat. Không có proanthocyanidin. Có các lignan (axít deoxypodophyllic, (+)-hernangerin, hernolacton, epimagnolin, epieudesmin, epiaschantin). Có các flavonol như kaempferol và quercetin. Không có axít ellagic (chi Hernandia). Không có saponin/sapogenin. Không thấy tích lũy nhôm. Các loại đường được vận chuyển ở dạng sucroza (chi Hernandia). Trong số các hợp chất hóa học cô lập được từ các loài trong họ Hernandiaceae thì ancaloit corytuberin là hợp chất được biết đến sớm nhất (lần đầu tiên được ghi nhận có trong loài Corydalis cava). Sau này, dẫn xuất của nó O,O-Dimethylcorytuberin cũng được ghi nhận ở vài loài Hernandia, bao gồm cả Hernandia nymphaeifolia. Actinodaphnin và hernandion là hai hợp chất được phát hiện đầu tiên trong họ Hernandiaceae.

## Phân loại
Các phân loại nói chung đưa ra số loài khoảng 54-76, phân bố trong 4-5 chi, tách ra làm hai phân họ.
- Phân họ Hernandioideae (Dòng dõi châu Phi – Madagasca – Malesia): Hoa lớn, có lá bắc. Cụm hoa thường có 3 hoa, hiếm khi 1 hoa. Tuyến lông bám vào lớp biểu bì mặt lá. Hạt phấn lớn.
  - Hazomalania: Cây đơn tính khác gốc, lá sớm rụng. Một phần cụm hoa chỉ gồm 1 hoa cái. Madagascar. Đôi khi gộp vào chi Hernandia.
  - Hernandia: Tên gọi trong tiếng Việt: liên diệp đồng, tung. Đơn tính cùng gốc, thường xanh. Một phần cụm hoa với 2 hoa đực và 1 hoa cái. Liên nhiệt đới.
  - Illigera: Dây leo có lá 3-5 lá chét. Cụm hoa một phần đa hoa. Hoa hoàn hảo. Quả cánh, với 2-4 cánh phát sinh từ bầu nhụy. Nhiệt đới châu Phi, Madagascar, Đông Nam Á đến New Guinea. Tên gọi trong tiếng Việt: thanh đằng, liên đằng, lưỡi chó, vọt ét, khâu tai v.v
- Phân họ Gyrocarpoideae (Dòng dõi châu Phi – nhiệt đới Tân thế giới): Hoa nhỏ, không lá bắc. Không tuyến lông. Hạt phấn nhỏ.
  - Gyrocarpus: Lá sớm rụng. Hoa tạp tính. Quả cánh với 2 cánh. Trung Mỹ, Tây Phi, 1 loài liên nhiệt đới. Tên gọi trong tiếng Việt: luân quả, chuồn chuồn.
  - Sparattanthelium: Cây bụi hoặc dây leo thường xanh, hoa lưỡng tính. Quả là loại quả hạch. Nhiệt đới châu Mỹ.